# Аштарханіди

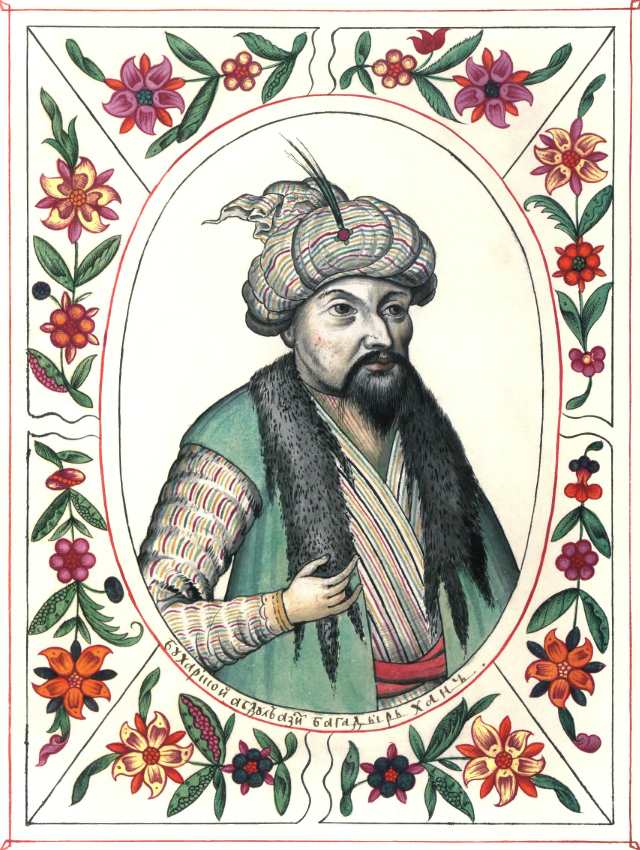
Абдулазіз-хан. Портрет із Царського титулярника (1672)

Аштарханіди, Джаніди (узб. Ashtarxoniylar, узб. Joniylar) — узбецька правляча династія в Бухарському ханстві, середньовічна мусульманська династія правителів Мавераннахра і Південного Туркестану, що походила від тринадцятого сина Джучі Тукай-Тімура. Прийшли на зміну династії Шейбанідів, з якими пов'язані жіночою лінією.

## Походження династії
Засновник династії Дін Мухаммед-хан був сином Джані-хана, сина Яр Мухаммед-хана, сина Баглишдад-хана, сина Джувак Мухаммед-хана, сина Ахмед-хана, сина Кутлук Тимур-хана, сина Тукай Тимур-хана, сина Оз Тимур- хана, сина Кутлук Тимур-султана, сина Тимур Кутлук-хана, сина Оз Тимур-хана, сина Тукай Тимур-хана, сина Джучіхана.

## Піднесення династії
Після взяття Астрахані військами Івана Грозного в 1556 році, нащадок Чингіс-хана через його сина Джучі та онука Тукай-Тимура — Яр Мухаммед-хан утекли у Бухару до шибаніда Абдулла-хана II. Його син Джані Мухаммед-хан одружився з сестрою останнього. Він і став засновником бухарської династії Джанідів або Аштарханідів. В історії він відомий також під ім'ям Джанібек султан. Тому існує друга назва династії джанідів. У дослідженнях також використовують третю назву династії Тукайтимуридів, за ім'ям їхнього предка чингізиду Тукай-Тимура. Після загибелі більшості чоловічих представників Шейбанідів, знать запропонувала Джані Мухаммад-султану зайняти бухарський престол. Однак він відмовився на користь свого сина Дін Мухаммад султана. Останній загинув у битві із сефевідами. У результаті на престол зійшов інший онук Джані Мухаммад султана Бакі Мухаммад.
Період після смерті шейбаніда Абдулла-хана ІІ (1557—1598) характеризується політичною дестабілізацією Бухарського ханства. Скориставшись цією ситуацією в країну з півдня, вторглися війська сефевідського Ірану на чолі з шахом Аббас I Великий . А з північного сходу 1598 року вторглися війська казахського хана Тауєкель-хана. Вторгнення ознаменувалося втратою Туркестану, Сайраму, Ташкента та Фергани, відвойованих у нього казахськими султанами та тимчасовим захопленням Самарканда, а також облогою столиці Бухари військом Тауєкель-хана. У цій тяжкій для себе обстановці Аштарханіди в тому ж в 1598 ройф зуміли відбити облогу Бухари і повернути собі Самарканд, а в Ташкенті намісником сидів шейбанід Кельді (1598—1604), який карбував від свого імені срібні і мідні монети.
У 1598 правителем Бухарського ханства став останній шейбанід Пірмухаммед-хан II (1598—1599). Син Дін Мухаммад султана — Бакі Мухаммад у 1599 році розгромив Пірмухаммед-хана II, що втратив авторитет. Він став реальним засновником нової династії Джанідів або Аштарханідів у Бухарському ханстві, що правила з 1599 по 1756 роки.
У 1602 році Бакі Мухаммад-хан відстояв незалежність Бухарського ханства, завдавши поразки військам сефевідського шаха Аббаса в битві при Балху.
Бакі Мухаммад-хан, незважаючи на своє недовге правління, провів адміністративну, податкову та військову реформи в країні, що сприяло її подальшому розвитку. Він карбував монети з написом Бокі Мухаммад Баходірхон та іменами перших чотирьох халіфів.
Імамкулі-хан (1611—1642) воював із калмиками, підтримував відносини з Росією. У 1613 році він відправив посла Ходжа Науруза до Росії у зв'язку зі сходженням на престол царя Михайла Федоровича Романова. У 1614—1615 роках його полководець Ялангтушбій здійснив похід на Хорасан проти сефевідського Ірану. Він дійшов до Мешхеда та Мазендерана. У 1615 році інший полководець Імамкулі-хана, Кара Тугма, здійснив похід на Хорасан.

## Розквіт династії
У 1615 році Імамкулі-хан відправив послів до нащадка Бабура, імператора Індії, Джаханґіра. Лист Імамкулі-хана супроводжувався додатковим листом нащадка відомого теолога Ходжа Хашіма Дагбеді. Посли були зустрінуті дружелюбно і Джаханґір відправив Імамкулі-хану подарунки та вірш, який він склав власноруч.
Обмін посольствами тривав і наступні роки. У 1621 році у відповідь на посольство Імамкулі-хана бабурид Джаханґір відправив багаті подарунки хану та нащадкам Махдумі А'зама в Дагбіті (містечко поблизу Самарканда).
У 1616—1617 роках йшов інтенсивний обмін посольствами з султаном Османської імперії Ахмедом I. Згідно з договором, аштарханідські війська атакували сефевідів, аби допомогти туркам. Після смерті султана військові дії було припинено.
У 1618 році були відправлені посли Імамкулі-хана до Китаю.
У 1618 році сефевідський шах Аббас I відправив Імамкулі-хану послів із пропозицією дружби.
У квітні 1619 року посол Імамкулі-хана був урочисто прийнятий сефевідським шахом. Його гарна і продумана мова справила велике враження на іспанського посла Сільву Фігуроа.
1621 року до нього прибув російський посланець Іван Данилович Хохлов.
Пізніше Імамкулі-хан відправляв до Михайла Федоровича Романова іншого свого посла, Адамбая. З Хохловим разом у Росію виїхав царевич Авган, його дядько узбек нукуського роду, його мати Біке Акек, із роду найманів і узбек Давлат із роду місит.
У 1621 Ялангтуш Бахадур був головнокомандувачем аштарханідськими військами у відбитті нападу казахських військ Турсун султана.
У 1628 році за наказом Імамкулі-хана Ялангтуш розбив казахського Абулі Султана під Ташкентом і змусив його тікати в Кашгарію.
У 1636 році війська Імамкулі-хана на чолі з Ялангтушбієм здійснили похід на Сайрам, на околицях якого вони атакували казахські племена. Похід тривав до степів Дешті Кипчаку.
За спостереженням польського посла в Ірані, Абдулазіз-хан «був людиною вченою, у різних науках, й особливо в математиці. Крім того, сповнений мужності; він часто давав відчути персам силу своєї руки».
У 1669 році Абдулазіз-хан відправив посольство на чолі з муллою Фаррухом у Росію до царя Олексія Михайловича.
У відповідь 1670 року до Бухари було відправлено російське посольство на чолі з братами Пазухіними.
Аштарханіди підтримували дипломатичні зв'язки і з Османською імперією, у 1673 посли Абдулазіз-хана були прийняті в Стамбулі.
Як зазначають дослідники, дипломатичні здібності Абдулазіз-хана були визнані, і його поважали в Хіві, Стамбулі, Ісфагані та Делі.
Субханкулі-хан вів, підтримував дипломатичні відносини з нащадком еміра Тимура, падишахом держави Великих Моголів Аурангзебом (1658—1707). Відбувався обмін посольствами з Османською імперією та Росією.
На початку 1685 року Аурангзеб надіслав до Субханкулі-хана одного зі своїх знаменитих емірів, Зебердест-хана, з різного роду подарунками та підношеннями, серед яких були і живі слони.
У 1691 році османський султан Ахмед II прислав одну зі своїх довірених осіб, Мустафу чауша, з дарами і подарунками, що складалися з арабських коней, різного роду дорогоцінного каміння, різнокольорових тканин тощо.

## Культура епохи Аштарханідів

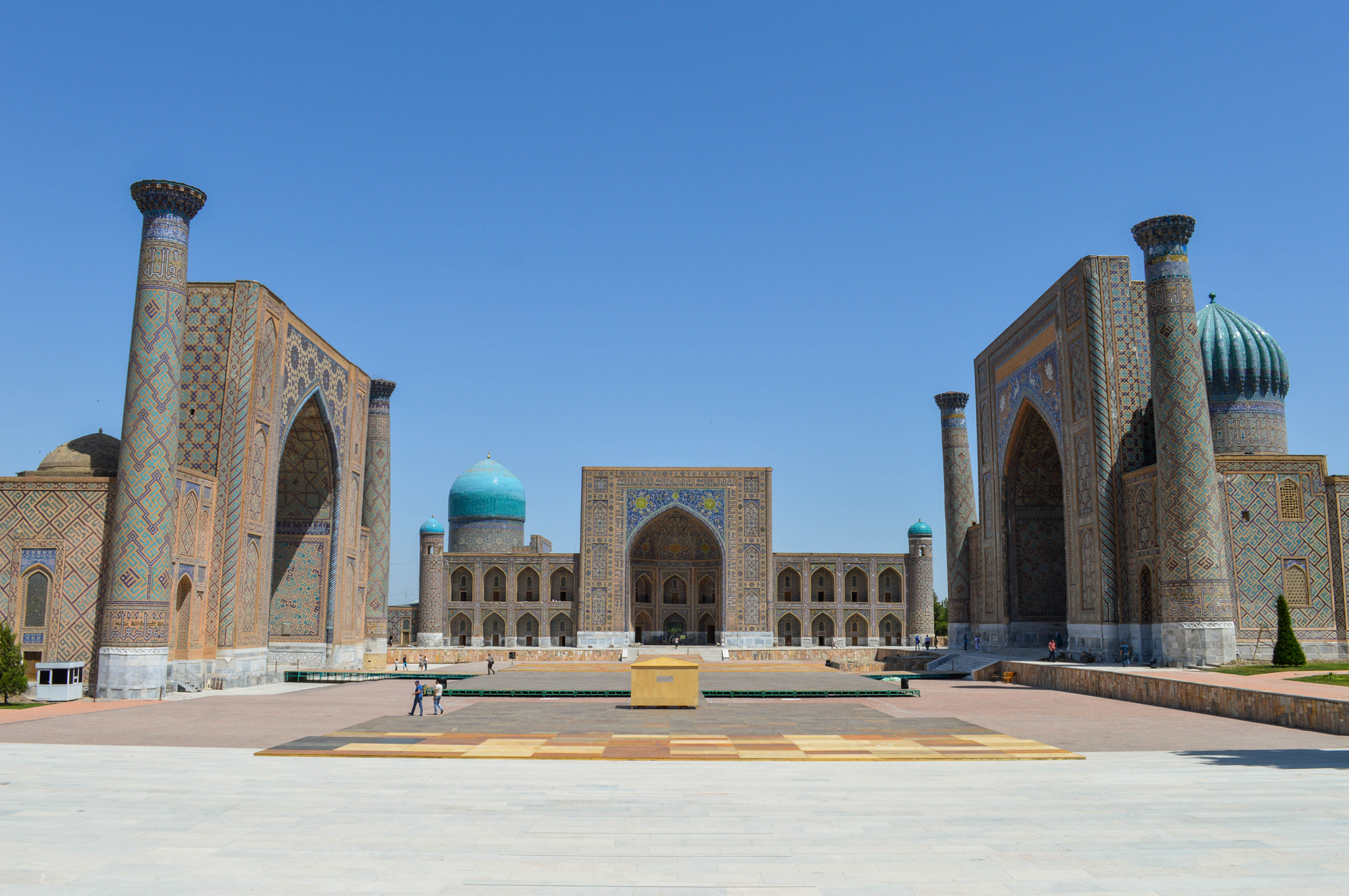
Медресе на площі Регістан

За правління Абдулазіз-хана були побудовані медресе його імені, медресе Валідаї Абдулазіз-хана в Бухарі та медресе Тілля-Карі в Самарканді. Бухарці характеризували його як «хороброго, великодушного хана, любителя науки». Він зібрав бібліотеку з гарних рукописів.
Сам Субханкулі-хан був автором кількох творів із медицини та астрології. Його твір із медицини було написано середньоазіатською тюркською мовою. Один із списків рукопису зберігається у бібліотеці у Будапешті. Субханкулі-хан захоплювався поезією та писав вірші під псевдонімом Нішоні. Турди — узбецький поет XVII століття, був вихідцем із узбецького роду юз. Навчався у медресе Бухари. Служив при дворі Абдалазіз-хана (1645–1680). Після конфлікту з деякими представниками знаті в період правління Субханкулі-хана (1680—1702) залишив палацову службу. Турди писав узбецькою та перською мовами (під літературним псевдонімом Фарагі). Багато подорожував. Турди закликав до об'єднання роз'єднаних узбецьких племен: Хоч народ наш роз'єднаний, але це все узбеки
дев'яносто двох племен.
Називаємося ми по-різному, — кров у всіх одна -
Ми один народ, і маємо бути у нас один закон.
Поли, рукави та комір — це все — один халат, Так єдиний народ узбецький, нехай перебуває у світі він.

## Представники династії
- Абу-л-Газі Йар Мухаммад-султан
- Мухаммад Джанібек-хан, син попереднього, перший хан Мавераннахра з династії Аштарханідів 1601-1603, троюрідний племінник Симеона Бекбулатовича, у 1575—1577 під час Опричнини посадженого Іваном IV Грозним великим князем всея Русі
- Дін Мухаммад Йатім-хан нар. 1565, син попереднього, правитель Кундуза 1584—1598, правитель Хорасана 1598—1599
- Бакі Мухаммад-хан, брат попереднього, хан Мавераннахра 1603—1606
- Валі Мухаммад-хан, брат попереднього, правитель Балха 1601—1606, хан Мавераннахра 1606—1611
- Імам Кулі, син Дін Мухаммад Йатім-хана, правитель Самарканда 1601—1611, хан Мавераннахра 1611—1642
- Абу-л-Газі Надир Мухаммад-хан, син попереднього, правитель Кеша 1601—1606, правитель Балха 1606—1642, 1645—1651, хан Мавераннахра 1642—1645
- Абд вул-Азіз Мухаммад-хан, син попереднього, правитель Меймене 1630—1645, хан Мавераннахра 1645—1681
- Субханкулі-хан, брат попереднього, правитель Балха 1651—1681, хан Мавераннахра 1681—1702
- Убайдулла-хан II, син попереднього, хан Мавераннахра 1702—1711
- Абулфейз-хан, брат попереднього, хан Мавераннахра 1711—1747
- Абдулмумін-хан, син попереднього, хан Мавераннахра 1747—1751

### Правителі Талукана
- Турсун-султан, брат Мухаммад Джанібек-хана, 1625—1626

### Правителі Балха
- Валі-Мухаммад, син Джанібек-султан, 1602—1605
- Надир-Мухаммад, син Дін Мухаммад-султана, 1612—1642 і 1645—1651
- Субханкулі-хан, син Надир-Мухаммада, 1652—1680
- Іскандер-хан, син Субханкулі-хана, 1680—1683
- Абул-Мансур-хан, син Субханкулі-хана, 1683
- Сіддік Мухаммад-хан, син Субханкулі-хана, 1683—1687
- Абул Музаффар Мухаммад Мукім-хан, син Іскандер-хана, 1687—1707
- Абдулла-хан, правнук Валі Мухаммадхана, 1711—1712
- Санджар-хан, син Абдулла-хана, 1712—1717
- Мухаммед-хан, двоюрідний брат Санджар-хана, 1717—1720

Час правління Аштарханідів ознаменований запеклою боротьбою великих узбецьких племен із ханами за владу в Бухарі та Хорезмі. У тривалу боротьбу були втягнуті туркмени, каракалпаки, казахи та калмики. Вона закінчилася зміною Аштарханідів мангитською династією в Бухарі та встановленням влади Кунгратів у Хорезмі.
Основну масу аштарханідської армії складали узбеки. Узбеками за походженням було і більшість воєначальників, або емірів.